# Filippo Marincola
Filippo Marincola (né sous le nom de Filippo Maria Raffaele Bartolomeo Rinaldo Marincola le 13 octobre 1823 à Catanzaro et mort le 3 mars 1899), baron de San Floro, est un homme politique italien. Il a notamment occupé les fonctions de député du royaume d'Italie et de maire de la ville de Catanzaro.

## Biographie
Filippo Maria Raffaele Bartolomeo Rinaldo Marincola né à Catanzaro le 13 octobre 1823 dans une famille de l'aristocratie locale. Il est le fils d'Orazio Marincola, noble et propriétaire terrien, et de Berenice Sanseverino (1798-1836), fille du baron de Marcellinara et petite-fille du marquis de Botricello.
Il se diplôme en jurisprudence et exerce ensuite le métier d'avocat à Catanzaro. 
Il travaille d'abord auprès de la cour d'appel de la Calabre avant de se lancer en politique. À la mort de son père, il hérite des titres de baron de San Floro et de patricien de Taverna et de Catanzaro.
Il est élu maire de la ville de Catanzaro, chef-lieu de la région Calabre. Il se présente ensuite aux élections législatives qu'il remporte et il occupe donc la fonction de député durant la Xe législature du royaume d'Italie, soit du 22 mars 1867 au 2 novembre 1870.
Filippo Marincola meurt le 3 mars 1899 à l'âge de presque 76 ans.

## Descendance
Le 23 juillet 1843, à l'âge de 20 ans, il épouse Raffaela Alamanni qui lui donnera neuf enfants : 
- Berenice Marincola, épouse d'Eleno Gianola.
- Niccolina Marincola, épouse du comte Carlo Pecorini-Manzoni (1834-1895).
- Raffaello-Francesco Marincola, capitaine d'artillerie.
- Evellino-Marino Marincola, sous-secrétaire de la Grande Cour des comptes.
- Ortensia Marincola, épouse de Bernardino Pace.
- Francesco-Paolo Marincola, lieutenant de l'Armée italienne.
- Giuseppina Marincola
- Luigi Marincola
- Ferruccio Marincola

Filippo Marincola a également de nombreux frères et sœurs dont Pier Luigi Marincola, vice-consul de l'Empire allemand, et Saveria Marincola, femme du baron Antonio Poerio, vice-président puis président du tribunal de Naples.